# Tanjung Pendam
Tanjung Pendam is een bestuurslaag in het regentschap Belitung van de provincie Bangka-Belitung, Indonesië. Tanjung Pendam telt 5283 inwoners (volkstelling 2010).